# Accident d'un Mi-8 de la Paramount Airlines
Le 3 juin 2007, un hélicoptère Mil Mi-8 de la compagnie sierra-léonaise Paramount Airlines s'écrase près de l'aéroport international de Lungi en Sierra Leone, tuant 22 personnes. Cela constitue l'un des drames connus par le football togolais.

## Contexte
Dans le cadre des éliminatoires de la CAN 2008, la Sierra Leone accueille le Togo dans le cadre de la quatrième journée dans le National Stadium à Freetown le 3 juin 2007. Leader du groupe 9 après trois journées, le Togo se déplace avec Emmanuel Adebayor, Mohamed Kader et Daré Nibombé, qui ont été exclus de la sélection en mars 2007 et réintégré au nom de « l'intérêt supérieur de la nation » pour ce match. Ce match se déroule sans problème, se soldant par une victoire des Éperviers sur le score d'un but à zéro, grâce à Yao Junior Senaya à la soixante-dix-huitième minute. Cette victoire permet d'assurer leur première place du groupe. 
Pour une précision géographique, le stade National Stadium à Freetown qui a accueilli ce match est distant d'une quinzaine de kilomètres du Lungi International Airport, séparés aussi par un bras de mer.

## Bilan

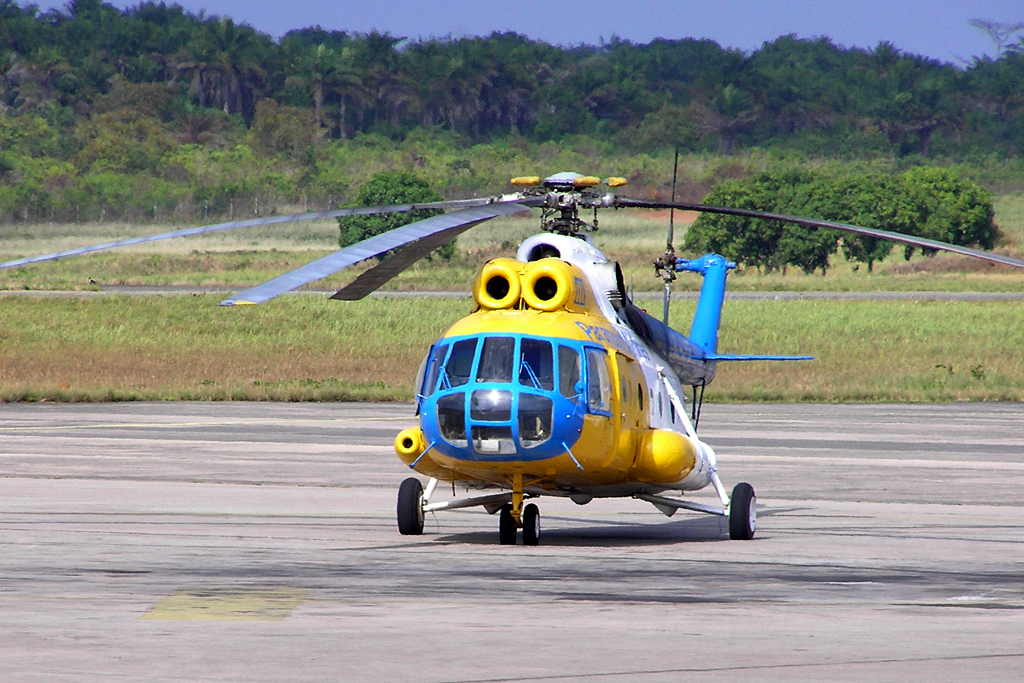
Un hélicoptère Mil Mi-8 de la compagnie Paramount Airlines à l'aéroport international de Lungi, pris en photo en 2005.

Après le match, les supporters puis les joueurs doivent prendre l'hélicoptère pour aller à l'aéroport, en sept minutes. Cela doit se faire en 2 temps : tout d'abord, les supporters et des membres de la délégation togolaise partent, puis les joueurs suivent.
Cependant, le premier vol connaît une défaillance, conduisant à un incendie de l'appareil et se crashe juste l'atterrissage à l'aéroport à 20h30. 
Sur les vingt-trois occupants de l'hélicoptère, seul un des deux pilotes s'en sort mais il est gravement blessé,. Cependant, la nationalité du survivant diffère selon les sources : ukrainienne pour la BBC et russe pour Congopage. 
Comme le rapporte le responsable des relations publiques de l’Association de football de Sierra Leone Chernor Ojuku Sesay, dix-huit Togolais dont plusieurs supporters et un journaliste avaient trouvé la mort dans cet accident. Les autres victimes sont des membres d’équipage. Mais il est établi que parmi les victimes se trouvent des responsables de la fédération togolaise, la journaliste togolaise Olive Menzah et le ministre togolais de la Jeunesse et des Sports Richard Attipoé. Il y a des différences sur le nombre de victimes togolaises car selon Chernor Ojuku Sesay, il y en 18 mais 13 ou 14 pour TogoFoot,.

## Conséquences
L'enquête réalisée montre que « l'hélicoptère était correct mais mal entretenu et qu'il s'agissait du treizième vol de la journée », d'après les dires du ministre togolais de la santé Charles Kondi Agba. 
Du côté du Togo, une indemnisation pour les familles des victimes a été faite en deux temps : pour les victimes ayant reçu un ordre de mission, l'indemnisation est prise en charge par les assurances, à savoir que pour cinq victimes ; quant aux neuf victimes, sans ordre de mission, les assurances ne prennent pas en charge l'indemnisation, par conséquent, le président de la république togolaise Faure Gnassingbé débloque 90 millions de Francs CFA pour les aider. Mais cette indemnisation tarde à venir et les engagements ne sont pas tenus comme en témoignent les familles en 2019 sur RFI : « La dernière moitié des indemnisations tarde à arriver, la stèle promise n’est toujours pas érigée, on en parle de moins en moins et le rapport final de l’enquête 12 ans après n’est pas achevé. ».
Un livre écrit par un des témoins du crash, Pierrot Kossi Attiogbé, est paru en 2017 au Togo, intitulé « Lungi, le récit d'une tragédie » pour rendre hommage aux victimes de ce crash du 3 juin 2007.
Mais le rapport d'enquête n'a toujours pas été communiqué et les familles des victimes réunies en association ont porté plainte contre la FTF, la SLFA et la CAF.